# Nessun grado di separazione
Nessun grado di separazione è un singolo della cantante italiana Francesca Michielin, pubblicato l'11 febbraio 2016 come primo estratto dall'album di20are.
Ha rappresentato l’Italia all’Eurovision Song Contest nel 2016, piazzandosi 16esima. 

## Descrizione
Il brano è stato composto da Michielin stessa insieme a Federica Abbate, Cheope e Fabio Gargiulo; il titolo fa riferimento al concetto del mondo piccolo e dei sei gradi di separazione teorizzati dallo scrittore ungherese Frigyes Karinthy nel suo libro Catene.

## Promozione
Il singolo è stato presentato per la prima volta dal vivo dalla cantante in occasione della sua partecipazione al Festival di Sanremo 2016, manifestazione alla quale si è classificata seconda dietro a Un giorno mi dirai degli Stadio. In seguito alla rinuncia di questi ultimi per rappresentare l'Italia all'Eurovision Song Contest 2016, Michielin è stata scelta al loro posto e per l'occasione ha realizzato una nuova versione italo-inglese del brano, intitolata No Degree of Separation e pubblicata per il download digitale il 25 marzo 2016. Tale versione è stata eseguita dalla cantante il 14 maggio a Stoccolma in occasione della serata finale dell'Eurovision, classificandosi sedicesima.

## Video musicale
Il video, diretto da Giacomo Triglia (già regista dei video dei tre singoli estratti da di20), è stato pubblicato l'11 febbraio 2016 attraverso il canale Vevo della cantante.

## Tracce
Testi e musiche di Federica Abbate, Francesca Michielin, Cheope e Fabio Gargiulo.
Download digitale
1. Nessun grado di separazione – 3:39

Download digitale – Eurovision Version
1. No Degree of Separation (Eurovision Version) – 3:08

CD promozionale (Europa)
1. No Degree of Separation (Eurovision Version) – 3:08
2. Nessun grado di separazione (Original Version) – 3:39

## Classifiche

### Classifiche settimanali
| Classifica (2016)         | Posizione massima |
| ------------------------- | ----------------- |
| Italia                    | 1                 |
| Italia (airplay)          | 1                 |
| Italia (airplay italiane) | 1                 |

### Classifiche di fine anno
| Classifica (2016) | Posizione |
| ----------------- | --------- |
| Italia            | 63        |